# Escala F (test psicológico)
La escala F es un test de personalidad que fue creado en 1947 por Theodor Adorno, Sanford, Frenkel-Brunswik y Levinson. El test tiene como propósito medir la predisposición al fascismo o la personalidad autoritaria de los individuos. La letra F en el nombre de la prueba proviene de la palabra fascismo. El test psicológico tiene dos objetivos principales: medir prejuicios y medir tendencias antidemocráticas a nivel de personalidad. Cada artículo en el test fue incluido sobre la base de una relación hipotética entre prejuicio y un significado oculto en la formulación del mismo.